# Bloc opératoire
Pour les articles homonymes, voir bloc.
 (décembre 2017).
Si vous disposez d'ouvrages ou d'articles de référence ou si vous connaissez des sites web de qualité traitant du thème abordé ici, merci de compléter l'article en donnant les références utiles à sa vérifiabilité et en les liant à la section « Notes et références ».

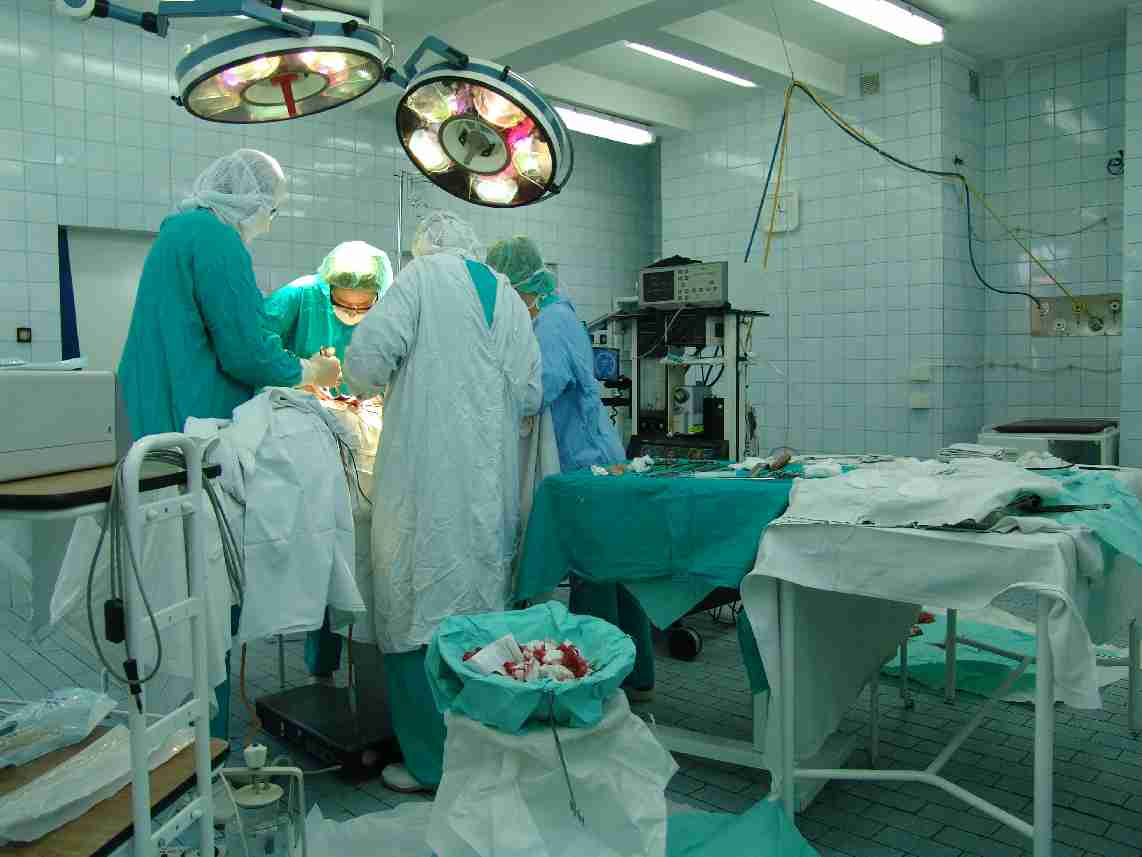
Une salle opératoire au sein d'un bloc opératoire (Hôpital gynécologique de l'Université de médecine de Silésie, à Bytom en Pologne.)

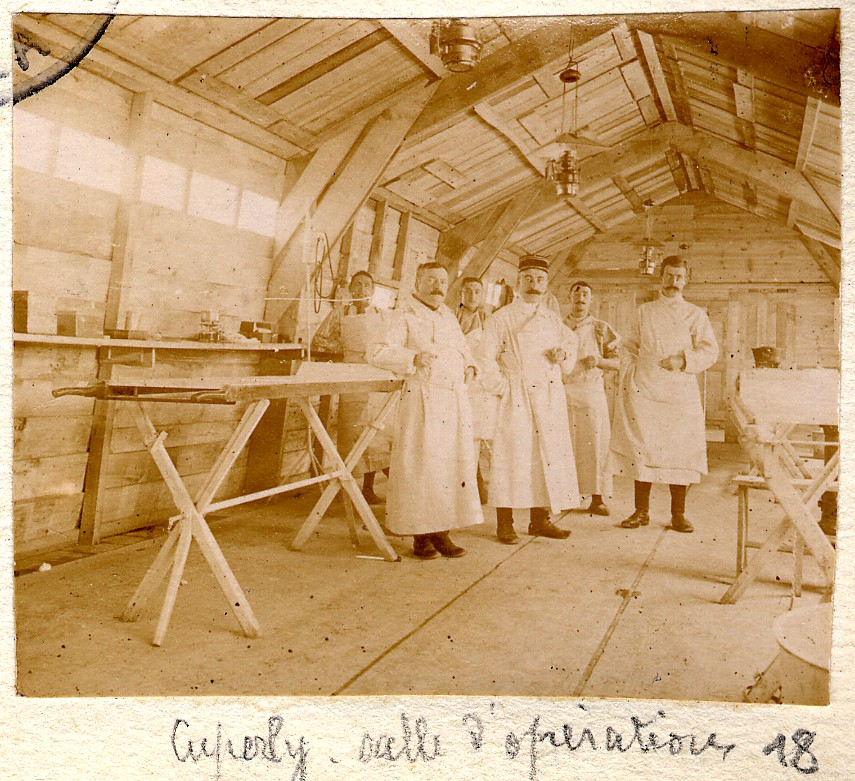
Une salle sur le front en 1916, fonds Berthelé.

Le bloc opératoire est une structure de l’hôpital où sont pratiquées les interventions chirurgicales et les gestes d’anesthésie-réanimation nécessaires au bon déroulement de l’intervention.

## Mission
Sa mission est d'offrir un cadre performant à toutes interventions, électives ou d’urgence, pour les patients présentant des affections chirurgicales réglées ou urgentes.

## Spécificités
Cet espace doit donc être rendu étanche au reste de l’hôpital par une série de séparations avec les structures extérieures. Il permet la prise en charge globale et individualisée des patients par une équipe interdisciplinaire. Cette équipe réunit le plus souvent, d'un côté, une équipe anesthésique composée de médecins anesthésistes et d'infirmiers anesthésistes et de l'autre une équipe chirurgicale composé de chirurgiens et d'infirmiers de bloc opératoire. D'autres intervenants peuvent travailler au bloc opératoire : techniciens en stérilisation, radiologues, gastro-entérologues, pneumologues, aide-soignant, brancardier... Les actes et opérations pratiquées se font sous anesthésie (générale ou locale selon l'acte à effectuer et l'état de santé du patient).
Cependant, son implantation au sein de l’hôpital devra tenir compte des relations du bloc opératoire avec le service des urgences, le département d’anesthésie-réanimation, la réanimation, les laboratoires et l’imagerie, la banque du sang, la stérilisation, la pharmacie et les services hospitaliers.
Le bloc opératoire doit occuper une place centrale en raison d’une évidente nécessité de le rapprocher de certaines structures d’accueil ou d’hospitalisation ainsi que des services médico-techniques et ceci doit guider sa construction dans un hôpital neuf. Dans le cas de restructuration et de création d’un nouveau bloc opératoire au sein d’une structure architecturale ancienne, il faudra alors se référer à des contraintes architecturales liées à l’existence de ces bâtiments, pour le traitement de l’air en particulier et la circulation du matériel et des hommes. Il existe également des blocs opératoires mobiles, ou "modulaires" qui permettent des interventions chirurgicales pendant les travaux.
L'écosystème du bloc opératoire doit être maintenu à un niveau de contamination minimum. Pour cela des mesures techniques (surpression des salles d'opérations, filtration absolue, respect des circuits propres et circuits sales) et un nettoyage (dont les rythmes préfixés devront être scrupuleusement observés) sont mis en place. Les principes du nettoyage doivent être codifiés par des procédures écrites discutées par chaque équipe. Le préalable en est l’évacuation de tous les déchets et instruments souillés en systèmes clos
(containers étanches et sacs hermétiquement clos). La salle d'opération doit être un endroit qui peut être vidé de tout son contenu afin de faciliter le nettoyage. Les angles doivent être arrondis. Les sols et les murs ne doivent pas avoir de joints afin de limiter le risque d'infection. Le nettoyage de la salle d’opération est pluri-quotidien, entre chaque patient, et toutes les salles opératoires utilisées seront désinfectées entièrement après chaque fin de programme opératoire avec des protocoles d'hygiène du C.L.I.N. (Comité de lutte contre les infections nosocomiales) sans oublier les différentes autres pièces du bloc opératoire : bureaux, offices, vestiaires, etc.
Des contrôles microbiologiques (eau bactériologiquement maîtrisée, aéro-biocontamination, qualité microbiologique des surfaces) doivent être réalisés par un technicien ou un biohygiéniste de façon régulière.

## Salles opératoires
Il ne faut pas confondre "bloc opératoire" et "salle opératoire". Un bloc est un ensemble de salles opératoires (entre 5 et 10 salles d'opération par bloc en général), de couloirs, de vestiaires chirurgicaux, de salle de réveil, de bureau.